# Aphonopelma texense
Aphonopelma texense är en spindelart som först beskrevs av Simon 1891.  Aphonopelma texense ingår i släktet Aphonopelma och familjen fågelspindlar. Inga underarter finns listade i Catalogue of Life.